# Chaetopleura asperrima
Chaetopleura asperrima är en blötdjursart som först beskrevs av Gould 1852.  Chaetopleura asperrima ingår i släktet Chaetopleura och familjen Ischnochitonidae. Inga underarter finns listade i Catalogue of Life.